# Casino di Pio IV

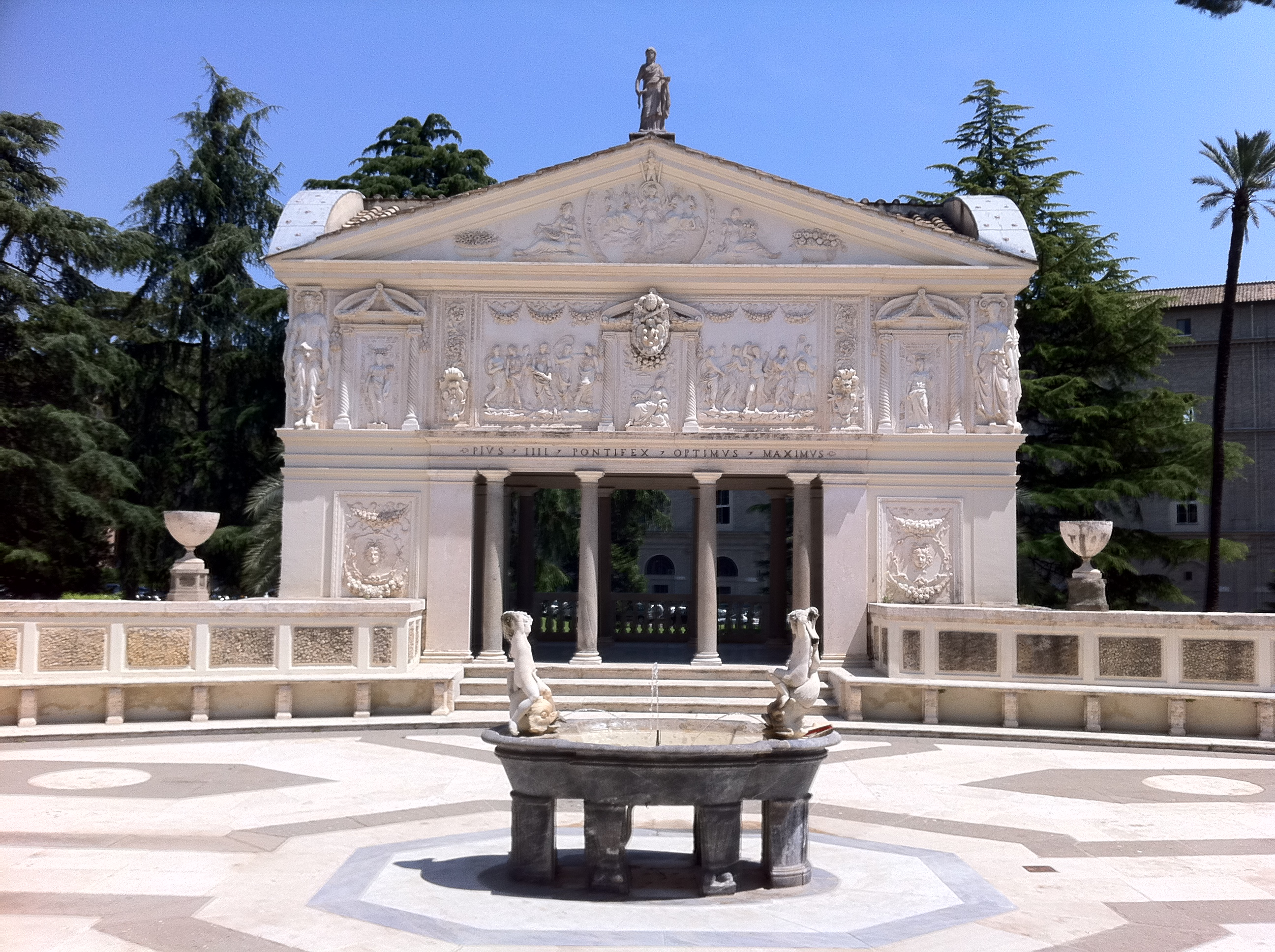
Innenhof der Casina, im Hintergrund die Loggia

Das Casino di Pio IV, auch als Casina oder Villa Pia bekannt, ist ein Gebäude in der Vatikanstadt, das sich auf dem Gelände der Vatikanischen Gärten befindet. Es ist heute der Sitz der Päpstlichen Akademie der Wissenschaften, der Päpstlichen Akademie der Sozialwissenschaften sowie der Päpstlichen Akademie des heiligen Thomas von Aquin. Papst Pius XI., der Gründer der aktuellen Päpstlichen Akademie der Wissenschaften, machte die Casina 1936 zum Sitz der Akademie.

## Geschichte

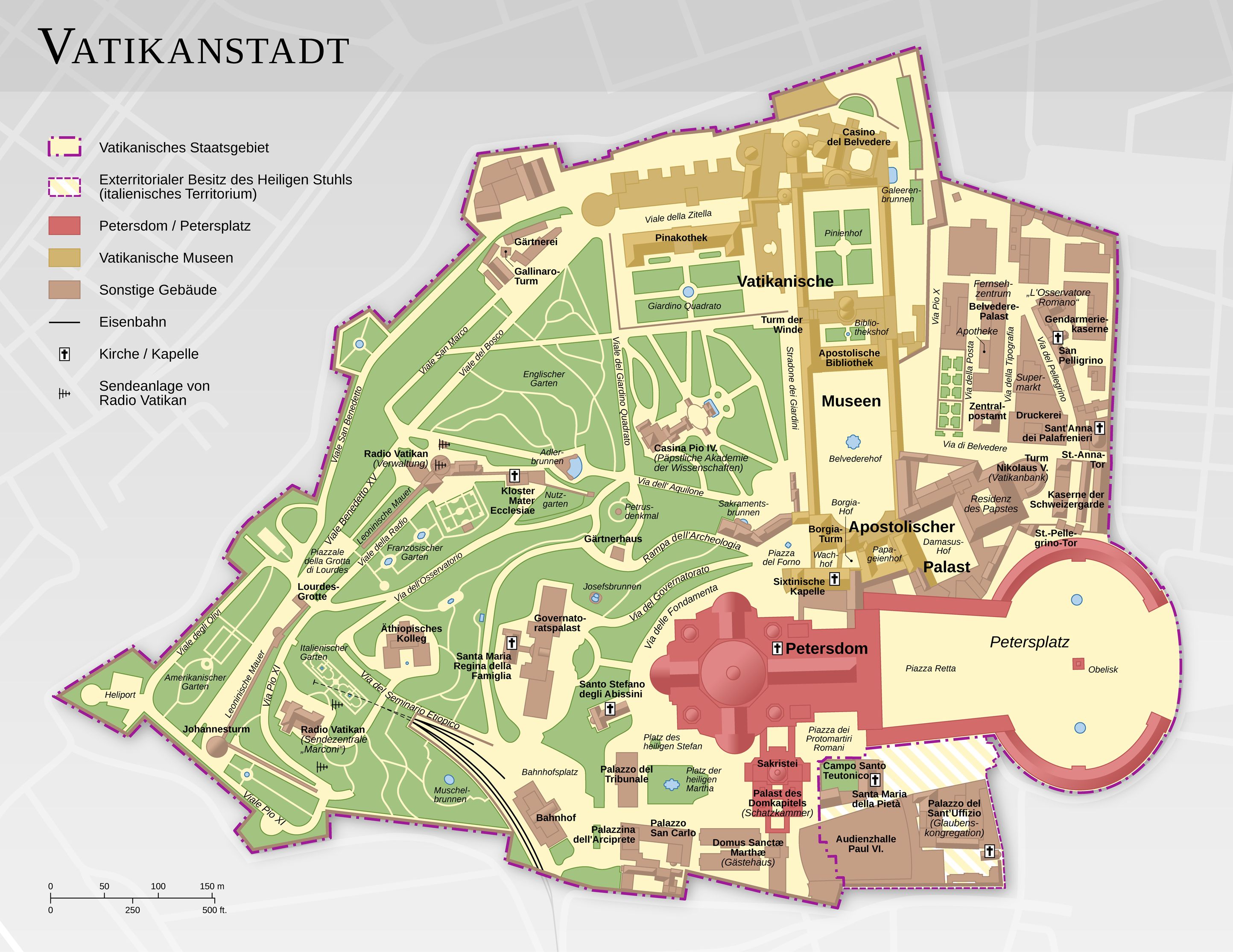
Lage des Casinos in den Vatikanischen Gärten

Das Casino wurde ursprünglich im Jahre 1558 von Papst Paul IV. als Casina del Boschetto in Auftrag gegeben. Nach dem Tod von Papst Paul IV. am 18. August 1559 übernahm Papst Pius IV. das noch nicht fertiggestellte Bauvorhaben und beauftragte den Architekten des Manierismus Pirro Ligorio mit einem veränderten Weiterbau, der nun zur Erholung und als repräsentative Umgebung vorgesehen war. 1561 wurde die Fertigstellung des Gebäudes abgeschlossen.

## Beschreibung

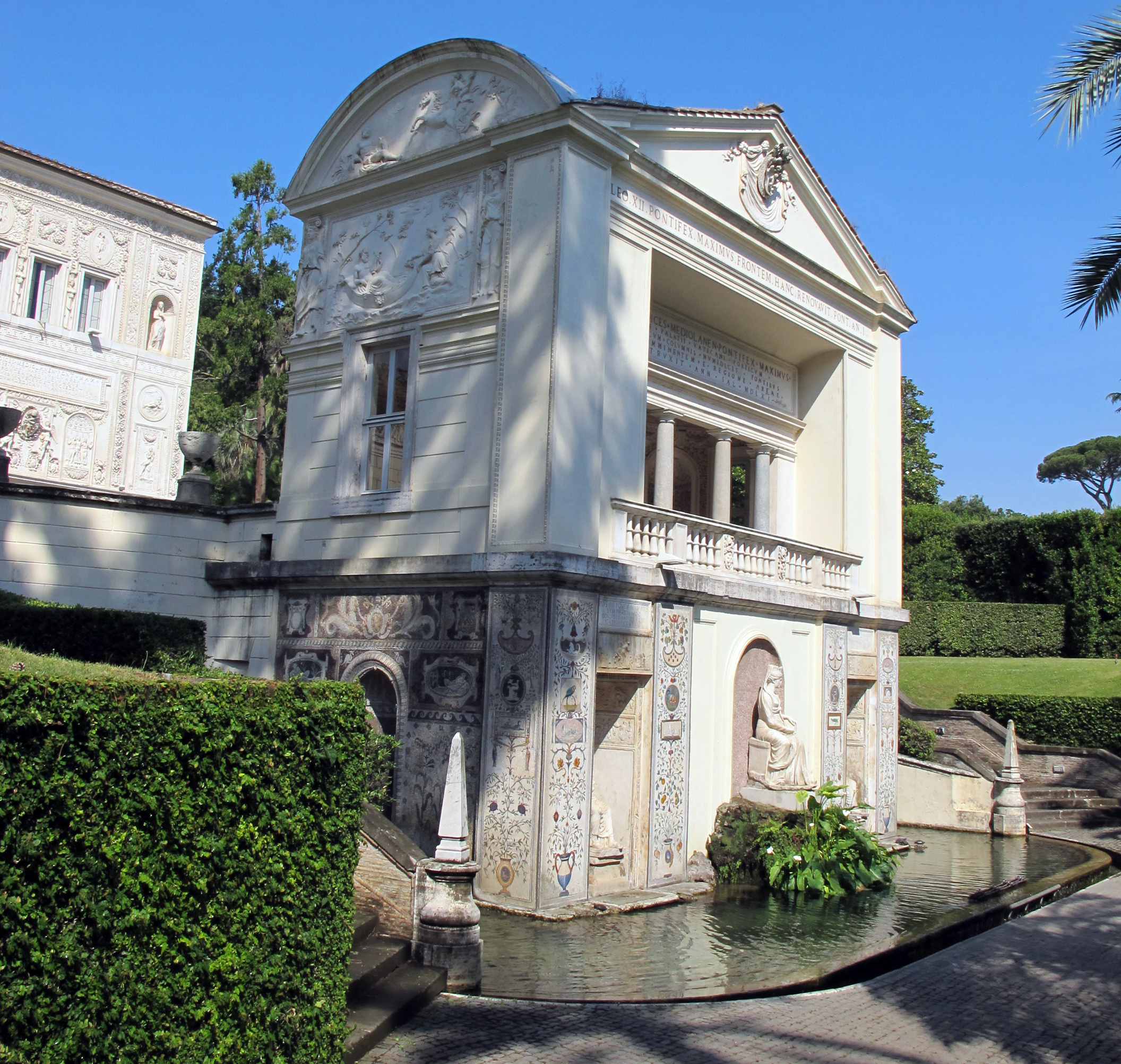
Loggia mit Nymphäum

Das Gebäude besteht aus einem großen Hauptgebäudeteil, dem ein elliptischer Innenhof mit einer niedrigen Mauer vorgelagert ist. Der Innenhof besitzt in seiner Mitte einen kleinen Springbrunnen, zu den Seiten zwei gegenüberliegende, freistehende Pavillons mit Eingangsportalen zum Innenhof sowie eine mit der Front zu den vatikanischen Museen stehende Loggia, die nach außen mit einer prachtvollen Brunnenanlage im Stil eines Nymphäums ausgestattet ist.
Das Äußere des Gebäudes ist mit reichen skulpturalen Stuckaturen verziert, die einst von etwa fünfzig alten römischen Skulpturen ergänzt wurden. Eine Gruppe von mindestens sechs bekannten Malern, darunter Federico Barocci, Federico Zuccari und Santi di Tito, gestalteten die Innenräume mit Fresken.